# Алкогольна монополія

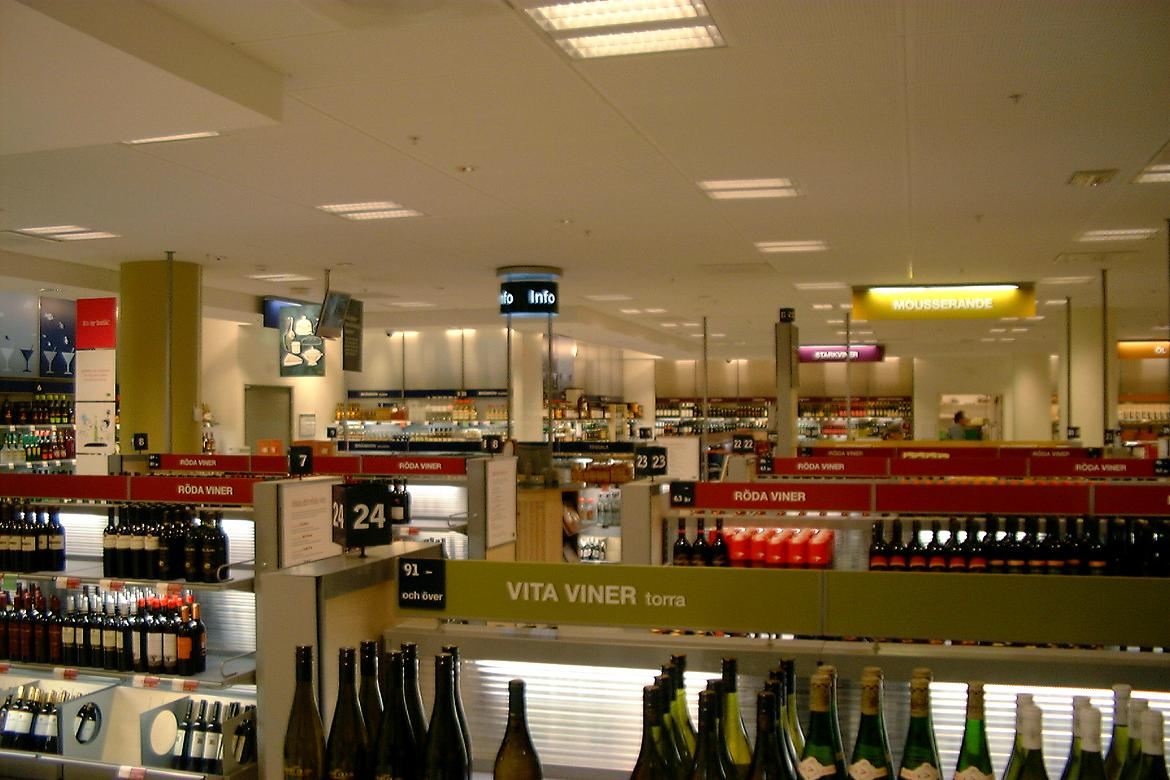
Всередині філії шведської алкогольної монополії Системболагет (шв. Systembolaget), Седертельє.

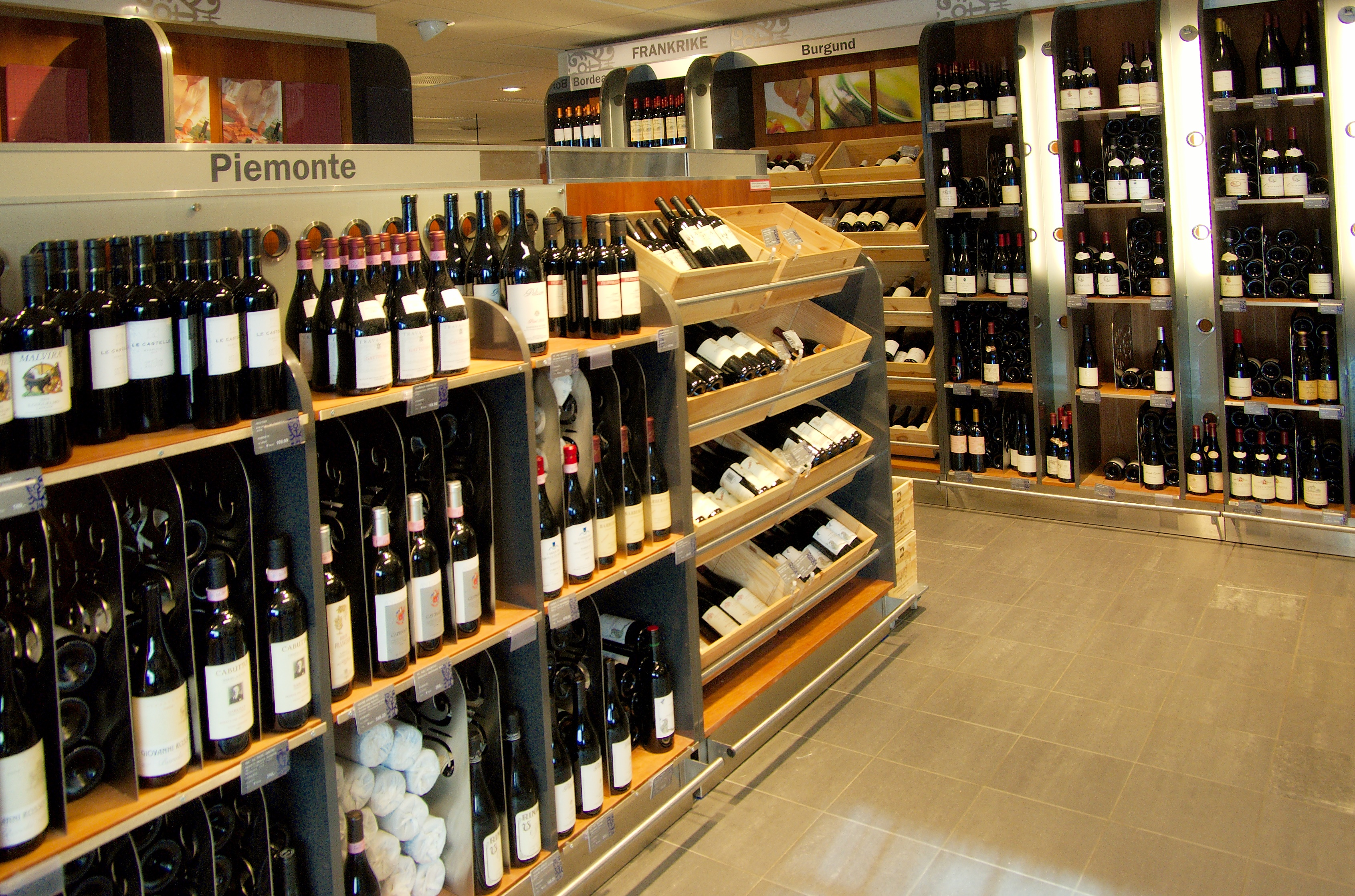
Всередині крамниці норвезької Вінмонполет (норв. Vinmonpolet), Бріскебю

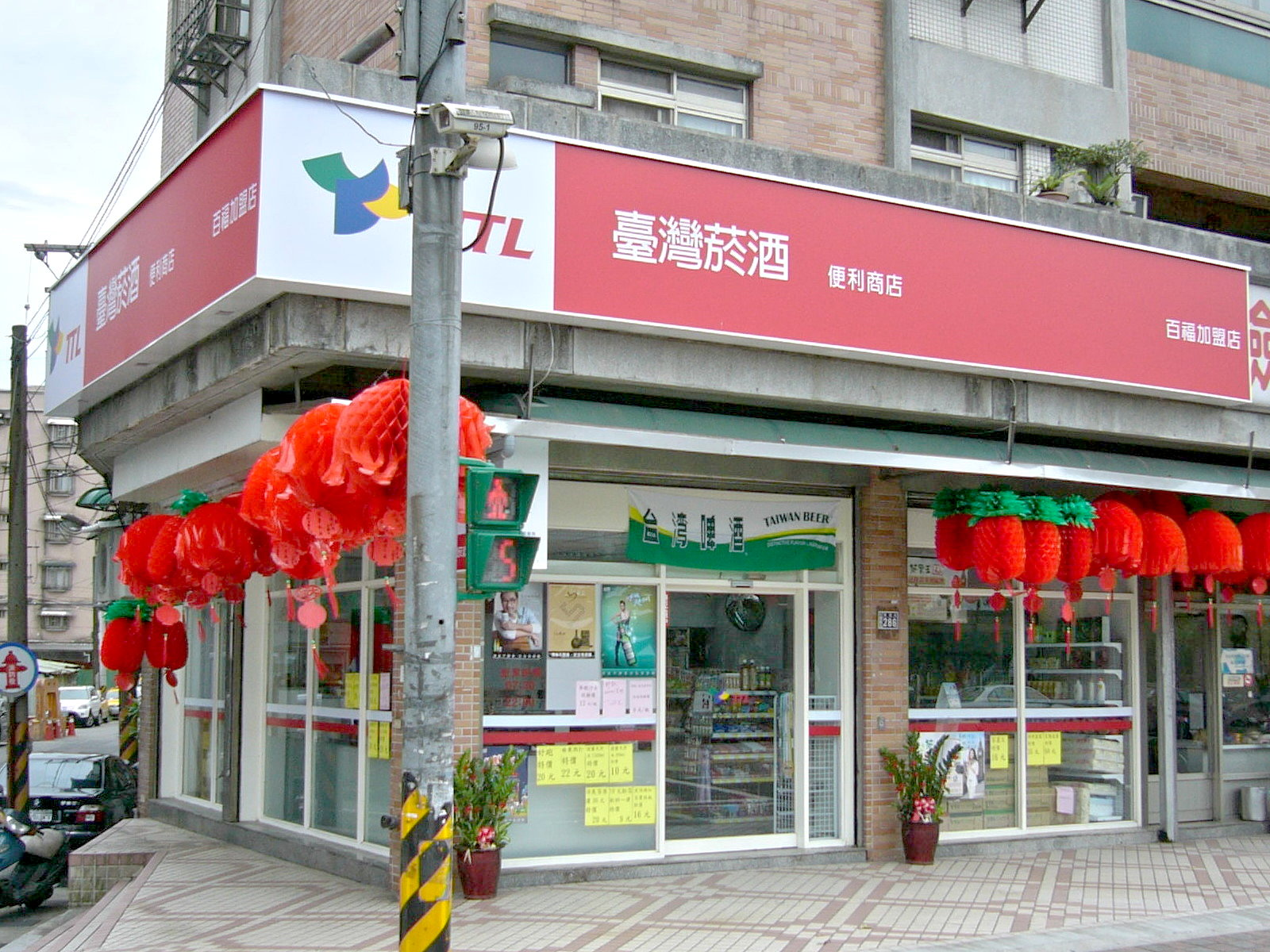
Крамниця корпорації TTL у місті Цзілун, Тайвань

Алкогольна монополія - це державна монополія на виробництво та/або продаж певних або всіх спиртних напоїв, таких як пиво, вино і міцний алкоголь. Алкогольна монополія може бути впроваджена в якості альтернативи повній забороні. Така монополія діє у всіх скандинавських країнах, крім материкової Данії (лише на Фарерських островах), а також у всіх провінціях і територіях Канади, за винятком Альберти, яка приватизувала свою монополію в 1993 році. У деяких американських штатах продаж алкоголю контролюється приватними роздрібними продавцями або незалежним урядовим агентством, як у штаті Пенсільванія. Також алкогольна монополія раніше існувала у Республіці Китай (Тайвань) у 1947—2002 роках, допоки тайванський ринок не був відкритий для закордонних брендів в рамках свого вступу до СОТ у 2002 році.
Приклади алкогольної монополії:
- Systembolaget уШвеції
- Alko у Фінляндії
- Vínbúð в Ісландії
- Rúsdrekkasøla Landsins на Фарерських островах
- Vinmonopolet у Норвегії
- SAQ у Квебеку
- LCBO в Онтаріо
- TASMAC в Тамілнаді
- Kerala State Beverages Corporation у штаті Керала, Індія.

## Історія
Алкогольна монополія була створена у шведському місті Фалун у 1850 році для запобігання надмірному споживанню і зменшення корисливих мотивів від продажу алкоголю. Пізніше вона розповсюдилася на територію всієї країни, коли в 1905 році шведський парламент зобов'язав реалізовувати горілку лише через місцеві алкогольні монополії. У 1895 році державну монополію на алкоголь запровадила Росія, завдяки чому продаж алкоголю став основним джерелом доходу для російського уряду.
Після заборони алкоголю в Норвегії у 1919 році країни-виробники вина зажадали відповідної політики щодо товарів, які ввозилися з Норвегії. Тож у 1922 році відповідно до угоди з Францією був створений Винмонополет, що дозволило норвежцям надалі купувати стільки столового вина, скільки вони схочуть. Після скасування заборони на кріплені вина в 1923 році і парфуми в 1926 році Винмонополет почав продаж і цих товарів.
Тайваньська тютюно-лікерна корпорація - сучасний нащадок урядового агентства, яке було створене під час японського правління в 1901 році і відповідало за всі розповсюджувані у Тайвані спиртні напої, тютюнові вироби, опіум, сіль і камфору. Після закінчення Другої Світової війни в 1945 році до влади прийшла партія Гоміньдан, яка зберегла монополію на алкоголь і тютюн і доручила виробництво пива Тайванському бюро місцевої монополії, яке наступного року було перейменоване на Тайванське бюро тютюнової та винної монополії. Бюро здійснювало монопольний продаж усього алкоголю і тютюнових виробів до вступу Тайваню до СОТ у 2002 році, після чого бюро замінила державна  Тайваньська тютюно-лікерна корпорація, яка сьогодні конкурує з багатьма зарубіжними брендами.